# Arum cyrenaicum
Arum cyrenaicum ist eine Pflanzenart aus der Gattung Aronstab (Arum) in der Familie der Aronstabgewächse (Araceae).

## Beschreibung
Arum cyrenaicum ist eine ausdauernde Knollenpflanze, die Wuchshöhen von 13 bis 27 Zentimeter erreicht. Die Knolle steht senkrecht. Die Blattstiele sind drehrund.
Der Blütenstand riecht nach Pferdemist. Die Spatha-Röhre ist auf der Innenseite deutlich zweifarbig mit hellgrünem bis weißem Grund und purpurnem Oberteil. Die Außenseite ist purpurn überlaufen, Längsstreifen fehlen. Der auf der Innenseite rosapurpurne bis dunkelpurpurne Saum der Spatha wird auf der Höhe der Mitte heller. Die Außenseite ist hellgrün mit schmalem, purpurnem Rand. Das dünn keulige Spadix-Anhängsel ist schwarzpurpurn mit olivgrünem Schimmer. Die kurz zylindrische Fruchtähre misst 2,5 bis 4 Zentimeter.
Die Blütezeit reicht von März bis April.

## Vorkommen
Arum cyrenaicum wurde aus der Cyrenaika beschrieben und 1984 erstmals auf Kreta gefunden. Ihre Hauptvorkommen in der Cyrenaika erstrecken sich über 200 km zwischen Bengasi und Darna. Auf Kreta kommt sie nur lokal im Südwesten der Insel in Höhenlagen von 30 bis 570 Metern vor. Sie wächst in Au- und Hartlaubwäldern, aber auch in offenerem Gelände.